# El Garbanzo, Guanajuato
El Garbanzo är en ort i Mexiko.   Den ligger i kommunen Irapuato och delstaten Guanajuato, i den centrala delen av landet, 260 km nordväst om huvudstaden Mexico City. El Garbanzo ligger 2 030 meter över havet och antalet invånare är 121.
Terrängen runt El Garbanzo är kuperad österut, men västerut är den platt. Runt El Garbanzo är det tätbefolkat, med 257 invånare per kvadratkilometer. Närmaste större samhälle är La Calera, 16,3 km väster om El Garbanzo. I omgivningarna runt El Garbanzo växer huvudsakligen savannskog.